# (70415) 1999 SJ11
1999 أس جاي 11 (ويعرف أيضًا باسم (70415) 1999 أس جاي 11 وفق تسمية الكوكب الصغير) (بالإنجليزية: 1999 SJ11)‏ هو كويكب ضمن حزام الكويكبات؛ وترتيبه 70415 من حيث الاكتشاف.
اكتُشف هذا الجُرم الفلكي بواسطة ماسح السماء كاتالينا في 30 سبتمبر 1999.

## وصلات خارجية
- (70415) 1999 SJ11 في قاعدة بيانات مختبر الدفع النفاث لأجرام النظام الشمسي الصغيرة

- الاكتشاف · مخطط المدار ·  العناصر المدارية · المعلمات المادية

- (70415) 1999 SJ11 على موقع ويكي سكاي: DSS2, SDSS, GALEX, IRAS, Hydrogen α, X-Ray, Astrophoto, Sky Map, Articles and images